# 路易丝·布儒瓦
路易丝·约瑟芬·布儒瓦（法語：Louise Joséphine Bourgeois，1911年12月25日—2010年5月31日）是一名法裔美国艺术家，出生於法國巴黎，1938年定居美国。一开始创作绘画及平面雕刻，1940年代后从事雕刻艺术，以青铜、大理石、乳胶等为素材。其主要作品有《这个及其他》、《堆积》系列、《父亲的毁灭》、《单人牢房》、《女人和手提箱》、《妈妈》、《细胞》等。

## 生平
路易丝·布儒瓦1911年12月25日生于法国巴黎，是家中老二，有一个姐姐一个弟弟，父母是挂毯修复专家。小时候她曾经为挂毯底边上补画一只脚，可算是她的艺术处女作。她曾说自己最得父亲的宠爱，也常受到父亲嘲笑。父亲和她年轻的英语家庭教师萨迪发生了婚外情，1922年起他们都在南方过冬，因为母亲得了肺气肿，最终于1932年病逝。路易丝因丧母之痛试图跳河自杀，然而为父所救。
后来布儒瓦到巴黎索邦大学学习数学，不久转到美术学院师从立体派画家费尔南·莱热。在那里她结识了不少超现实主义画家。1938年嫁给了美国艺术史家罗伯特·戈德华特并随夫移居纽约。在纽约夫妇二人很快得到承认，1945年她举办了首次个人展览。1949年展出了首批雕塑。
布儒瓦1951年获得美国国籍，与丈夫育有两个儿子。1970年代布儒瓦获得了艺术圈的好评，1973年丈夫去世后，她积极投入女权主义运动，参加过游行示威。1981年入選美国文理科学院院士。1982年在纽约现代美术馆举办了作品回顾展。
2010年5月31日因心肌梗死死于紐約市貝絲以色列醫療中心（Beth Israel Medical Center），死前一週完成了最後一件作品。

## 创作

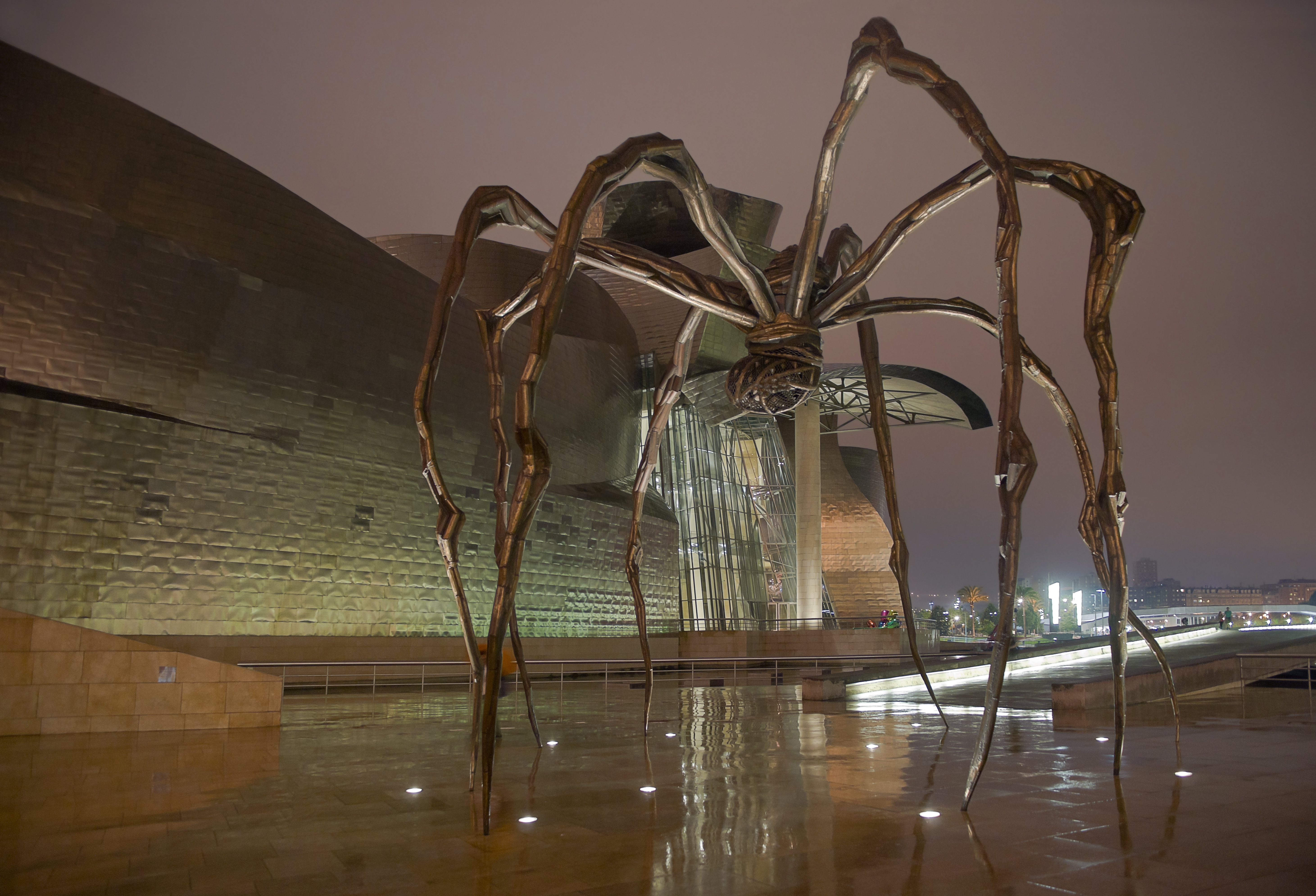
《媽媽》（Maman），毕尔巴鄂古根海姆美术馆

布儒瓦早期的画作富有立体感，注重空间关系。1947年发表了雕刻《他在寂静中消失》系列，开始了她之后经常用到的主题——身体与建筑物融合或从建筑物中露出。其实这一主题在其早期画作《女人-房子》中已崭露头角，在《高明的说谎者》（1983）中又得到重现。1950年代，她广泛采用乳胶、橡胶、水泥等特殊材料创作实验作品。
到1970年代，布儒瓦已得到广泛好评，《父亲的毁灭》（1974）描绘了一副恐怖景象，一些圆形的血红色的突起物朝向观众生长，这部作品与之前的《名流》一样源于对父亲的愤恨。这类成群出现的球状物在她1970年代的作品中经常出现，令人联想起人体的器官，类似的作品还有《盲人的皮肤》(1984)、《雌狐》(1985)等。这种风格在《无题》（1960）、《积云一号》(1969)中就已经出现了。
1980年代，她开始创作大理石雕塑，《眼：透视自然》（1984）在木头/金属底座上安放了一块粉红大理石，雕刻一个麻脸上突出的两颗眼球。《无题 （成长）》（1989）中，则描绘了从乱石中长出的一堆光滑的生物。各种现代流派对布儒瓦产生了影响，她创作的《衔接的兽穴》(1986)、《禁止入内》(1989)、《小房间》(1991)、《红房间》(1994)、《无题》(1996)、《危险的通道》(1997)、《树木修剪四号》(1999)，融合了各种风格。
1980年代末的装置艺术作品《细胞》系列在其中颇具代表性，一个单人封闭空间内摆放了破旧的铁床、桌椅、杂物，令人感到很不舒服，她说，“每一个《细胞》处理的都是担惊受怕，担惊受怕就是痛苦。”《蜘蛛》(《妈妈》，1996)系列金属雕塑描绘了庞大而有气势的蜘蛛形象，以象征母亲，她认为母亲“如蜘蛛般聪明、有耐心、干净、有用”。2000年代她的主要作品有《无题》(2002)、《艺术是精神健康的保证》(2005－2006)等。